# WiR2020
WiR2020 (Kurzbezeichnung: W2020 oder WiR2020) ist eine im Juli 2020 im Umfeld der Proteste gegen Schutzmaßnahmen zur COVID-19-Pandemie in Deutschland von Querdenken-Aktivist Bodo Schiffmann mitgegründete deutsche Kleinpartei.
Die Partei hat ihren Sitz in Bad Homburg. Parteivorsitzende ist Antje Bartels, ihr Stellvertreter ist Wolfgang Romberg.

## Geschichte
Nachdem der HNO-Arzt Bodo Schiffmann die von ihm im Frühjahr 2020 gegründete Partei Widerstand 2020 im Sommer wieder verlassen hatte, fungierte er als Mitgründer von WiR2020. Als „Gründungsvater“ erhielt er weitgehende Sonderrechte innerhalb der Partei. Im August 2020 verließ Schiffmann allerdings auch diese Partei wieder. Dem waren Auseinandersetzungen mit Generalsekretär Kai Pauling vorausgegangen.
Eva Rosen, Mitorganisatorin der Frauen-Bustour zur Demonstration gegen die Corona-Schutzmaßnahmen, wurde zwischenzeitlich zur Parteivorsitzenden, verließ jedoch im Januar 2021 die Partei ebenso, um danach Mitglied in der Partei DieBasis, hervorgegangen aus Widerstand 2020, zu werden.

### Parallelpartei
Nach einem Online-Parteitag im August 2020 erkannte ein Teil des dort abgewählten Vorstands den Parteitag nicht an. Sie führen die Partei parallel unter der Schreibweise Wir2020 weiter. Diese Partei hat ihren Sitz in Hamburg und wird von Andreas Burkhardt geführt. Beide Parteien wurden am 9. Juli 2021 vom Bundeswahlausschuss zur Bundestagswahl 2021 als Partei anerkannt. WiR2020 reichte nur in Baden-Württemberg eine Landesliste ein. Diese wurde vom Landeswahlausschuss zurückgewiesen, weil nicht alle Unterlagen frist- und formgerecht eingereicht wurden.

## Programmatik
Die Partei sieht sich als parlamentarisches Instrument der Corona-Maßnahmen-Kritiker. Ziele sind „die Rücknahme sämtlicher Gesetzesmaßnahmen im Zusammenhang mit den sogenannten COVID-19-Maßnahmen“ und „die Einsetzung eines außerparlamentarischen Untersuchungsausschusses zur sogenannten COVID-19-Pandemie“. Außerdem stehen die Stärkung des Mittelstands und eine „Friedenspolitik auf Augenhöhe“ im Programm.

## Rezeption
Der Partei wird die Verbreitung von Verschwörungserzählungen vorgeworfen.

## Wahlergebnisse
Zur Landtagswahl in Baden-Württemberg 2021 am 14. März trat die Partei in 68 von 70 Wahlkreisen an und erhielt  0,8 Prozent der Stimmen.
WiR2020 erreichte bei der Landtagswahl in Sachsen-Anhalt 2021 1.649 Stimmen, was einem Stimmenanteil von 0,2 % entspricht.